# Distretto di Vegueta
Il distretto di Vegueta è uno dei dodici distretti della provincia di Huaura, in Perù. Si trova nella regione di Lima e si estende su una superficie di 253,94 chilometri quadrati.
Istituito il 23 agosto 1920, ha per capitale la città di Végueta.